# Blokkgráf

Egy blokkgráf

A matematika, azon belül a gráfelmélet területén egy blokkgráf (block graph) vagy klikkfa (clique tree) olyan irányítatlan gráf, melynek minden kétszeresen összefüggő komponense (blokkja) klikk.
A blokkgráfokat néha tévesen Husimi-fáknak is nevezik (Kôdi Husimi után), de ez a név inkább a kaktuszgráfokra illik, melyekben minden nemtriviális kétszeresen összefüggő komponens kör.
A blokkgráfok  karakterisztikusan jellemezhetők tetszőleges irányítatlan gráfok blokkjainak metszetgráfjaiként is.

## Karakterizáció
A blokkgráfok éppen azok a gráfok, melyek bármely négy u, v, x, y csúcsát tekintve a három távolságösszeg, d(u,v) + d(x,y),
d(u,x) + d(v,y),
és d(u,y) + d(v,x) közül a két legnagyobb mindig megegyezik.
Létezik tiltott gráfok szerinti osztályozásuk is, miszerint a gráfok, melyek nem tartalmazzák sem a gyémántgráfot, sem legalább négy hosszúságú kört feszített részgráfként; tehát a gyémántmentes merev körű gráfok. A blokkgráfok továbbá azok a ptolemaioszi gráfok is (merev körű távolság-örökletes gráfok), melyekben bármely két, egymástól kettő távolságra kévő csúcsot egyedi legrövidebb út köt össze, továbbá azok a merev körű gráfok, melyekben bármely két maximális klikknek legfeljebb egy közös csúcsa van.
Egy G gráf pontosan akkor blokkgráf, ha G  csúcsaiból képzett bármely két összefüggő részhalmazának metszete vagy üres, vagy összefüggő. Ezért az összefüggő blokkgráf csúcsainak összefüggő részhalmazai ún. konvex geometriát alkotnak, ami a nem blokkgráfokra általában nem igaz. Ezen tulajdonságuk miatt egy összefüggő blokkgráf minden csúcshalmazának egyedi a minimális összefüggő bővebb halmaza, avagy a konvex geometrián belüli lezárása. Az összefüggő blokkgráfok pontosan azok a gráfok, melyekben minden csúcspárt egyedi feszített út köt össze.

## Kapcsolódó gráfcsaládok
A blokkgráfok távolság-örökletes és merev körű gráfok. A távolság-örökletes gráfokban két tetszőleges csúcs között minden feszített út azonos hosszúságú, ami a blokkgráfok azon feltételének gyengített változata, miszerint két tetszőleges csúcs között csak egy feszített út lehet. Mivel a merev körű gráfok és a távolság-örökletes gráfok is a perfekt gráfok közé tartoznak, ezért a blokkgráfok is perfektek.
Minden fa, klasztergráf és szélmalomgráf is blokkgráf.
A blokkgráfok boxicitása (hipertéglatest-dimenziója) legfeljebb kettő.
A blokkgráfok a pszeudomediángráfok közé tartoznak: bármely három csúcsot tekintve vagy létezik olyan egyedi csúcs, ami mindhárom csúcspár közti legrövidebb út része, vagy létezik olyan egyedi háromszög, melynek élei ezen a három legrövidebb úton vannak.
A fák élgráfjai pontosan azok a blokkgráfok, melyekben minden artikulációs pont legfeljebb két blokkal szomszédos, vagy ezzel ekvivalens definíció szerint a karommentes blokkgráfok. A fák élgráfjait felhasználták olyan, adott csúcs- és élszámú gráfok keresésére, melyek legnagyobb feszített fa részgráfja a lehető legkisebb méretű.
Azok a blokkgráfok, melyek minden blokkja legfeljebb három csúcsból áll, a kaktuszgráfok egy speciális fajtáját alkotják, a háromszögű kaktuszokat. A legnagyobb háromszögű kaktuszt tetszőleges gráfban polinom időben meg lehet keresni matroidparitás-probléma egy algoritmusa segítségével. Mivel a háromszögű kaktuszok síkba rajzolhatók, a legnagyobb háromszögű kaktusz felhasználható a legnagyobb síkbarajzolható részgráf keresésekor, ami a planarizáció fontos részproblémája. Approximációs algoritmusként az elért approximációs arány 4/9, ami a legnagyobb síkbarajzolható részgráf problémájánál ismert legjobb arány.

## Irányítatlan gráfok blokkgráfjai
Ha G egy irányítatlan gráf, akkor G blokkgráfja, jelölése B(G)  a G blokkjainak metszetgráfjával egyezik meg: B(G) minden csúcsa G egy kétszeresen összefüggő komponensének felel meg, B(G) két csúcsát pedig akkor köti össze él, ha a nekik megfelelő két blokkot egy artikulációs csúcs köti össze. Ha K1 az egy csúcsból álló gráfot jelöli, B(K1) definíció szerint az üres gráf. B(G) mindenképpen blokkgráf: G minden artikulációs csúcsához egy-egy kétszeresen összefüggő komponense tartozik, és minden, ilyen módon létrejövő komponensnek klikknek kell lennie. Megfordítva, minden blokkgráf felírható valamely G gráf B(G) blokkgráfjaként. Ha G egy fa, akkor B(G) megegyezik a G élgráfjával.
A B(B(G)) gráf minden csúcsa G egy artikulációs csúcsának felel meg; két csúcs akkor szomszédos B(B(G))-ben, ha G ugyanazon blokkjába tartoznak.

## Fordítás
Ez a szócikk részben vagy egészben a Block graph című angol Wikipédia-szócikk ezen változatának fordításán alapul.  Az eredeti cikk szerkesztőit annak laptörténete sorolja fel. Ez a jelzés csupán a megfogalmazás eredetét és a szerzői jogokat jelzi, nem szolgál a cikkben szereplő információk forrásmegjelöléseként.